# Catalunya Música
Catalunya Música és una emissora de ràdio de la Corporació Catalana de Mitjans Audiovisuals que emet música clàssica i contemporània. Ha destacat per la gravació i la transmissió en directe de concerts, cicles i festivals.

## Història
Va començar a emetre el 10 de maig de 1987.
Des del 18 de febrer de 2008 disposa d'un segon canal que emet exclusivament per internet, anomenat CatClàssica, que emet música clàssica d'autors catalans les 24 hores del dia.
Des del 5 de març del 2009 és membre de ple dret de la Unió Europea de Radiodifusió (UER). Aquest acord permet que pugui retransmetre concerts de música clàssica, simfònica i de cambra, entre altres gèneres, de primer ordre europeu i mundial.
El mes de maig del 2009, Catalunya Música ha renovat el web (fent-lo més interactiu) i la imatge corporativa.

## Continguts
Per a la seva programació de 24 hores al dia set dies de la setmana, es nodreix de quatre fonts principals: 
1. Els enregistraments de concerts de producció pròpia
2. Els enregistraments que provenen de l'intercanvi internacional entre emissores de música clàssica d'arreu del món
3. Les gravacions comercials que es troben al mercat
4. Programes de contingut d'elaboració pròpia

Catalunya Música té una política de seguiment i suport a les manifestacions musicals d'interès del país. Aquesta política es tradueix en una difusió de les activitats a través de diversos espais com l'informatiu musical diari i les agendes, prèvies i crítiques inserides a la programació, en les transmissions en directe i en els enregistraments d'aquests concerts.
La cooperació entre canals donada per la Unió Europea de Radiodifusió comporta, també, que les produccions musicals catalanes tinguin presència més enllà del propi àmbit lingüístic.
L'enregistrament de concerts és un àmbit estratègic a Catalunya Música. Una part important del projecte està directament relacionat amb les següents àrees:

### Producció pròpia
Política de seguiment de manifestacions musicals d'interès (festivals de música, temporades i cicles de concerts estables de tot el territori). Enregistrament d'actes musicals destacats del país amb l'objectiu d'enriquir el fons fonogràfic i contribuir, així, a consolidar i difondre el patrimoni musical català.
Els objectius d'aquesta política són:
- Reproducció de bona música interpretada en directe
- Amplificació d'esdeveniments locals, posada a disposició de la resta del país d'actes musicals d'interès localitzats
- Promoció al màxim nivell d'intèrprets i compositors del país
- Arxiu de la vida musical sonora del moment
- Visió actual de l'activitat musical com a contribució a la vida cultural i musical del país
- Cohesió del territori i la seva gent
- Recerca i detecció de concerts de qualitat per poder-ne fer difusió.
- Descobriment i promoció joves intèrprets, formacions emergents
- Compromís institucional: suport i difusió de l'activitat musical d'institucions públiques de tot el país

Això es tradueix en:
- Continguts: l'antena de Catalunya Música s'alimenta de concerts en una franja de 4 hores al dia (1.456 hores anuals).
- Funció de servei públic
- Promoció i difusió del món musical del país (intèrprets, grups, cicles, auditoris, territori, ...)
- Funció patrimonial: construcció d'un arxiu sonor del panorama musical.

### Intercanvi internacional
L'intercanvi internacional amb la xarxa d'emissores de la UER permet accedir i emetre – en directe i en diferit* bona part dels esdeveniments musicals de primer ordre europeu i mundial, incrementant, així, l'oferta i la qualitat de la programació del canal. La cooperació entre canals comporta, també, que les produccions musicals tinguin presència més enllà de l'àmbit lingüístic català. A més permet donar a conèixer el patrimoni musical propi per tot el món, tant en el terreny de la creació com en el de la interpretació
Des de l'any 2009 forma part de la UER, cosa que suposa una forta internacionalització de la producció i els continguts de Catalunya Música. És una finestra oberta a través de la qual es pot difondre els artistes catalans al món. Això es tradueix en:
- Enviament de concerts (internacionalització d'artistes del país). L'any 2012 es van enviar 87 concerts, els quals es van emetre una mitjana de 5 vegades cadascun entre les emissores membres de la UER.
- Recepció de concerts (accés a una gran oferta de continguts de primer nivell mundial). L'any 2012 es van rebre i emetre 536 concerts d'arreu del món.
- Prestigi, reconeixement i presència en l'escena musical internacional

### Continguts musicals
La programació dels canals especialitzats com Catalunya Música permet donar veu a la creació musical de molts gèneres que enriqueix el patrimoni cultural de la nostra societat. La programació de Catalunya Música inclou espais de format lleuger adreçats a una audiència àmplia, amb continguts variats i a l'abast de tothom, i d'altres espais de caràcter monogràfic que pretenen satisfer segments més especialitzats d'audiència, posant atenció a estils i gèneres específics. Catalunya Música compta a la seva graella amb programes temàtics que parlen en profunditat de temes específics com l'òpera, la música simfònica, la música vocal, la música contemporània, el jazz o l'art sonor. A més dona veu als artífex de la creació musical amb converses i entrevistes que s'emeten de manera regular a la seva graella de programació.
A través de les xarxes socials, Catalunya Música s'ha obert a la interacció amb els oients i promou el debat i l'intercanvi de coneixements en l'àmbit de la música clàssica.
Catalunya Música posa una atenció especial als continguts que contribueixen a despertar l'interès i el gust per la música i s'ha convertit en una eina viva de l'escena cultural del país.

## Programes
- Assaig general. Programa informatiu. S'emet de dilluns a divendres, entre les 19 i les 20 h. Presenten Albert Torrens i Xavier Chavarria.
- Blog de nit, amb Pere Andreu Jariod. Amb un format de magazín informatiu, es va emetre entre el 3 de setembre del 2007 i el 31 de juliol del 2009 de dilluns a divendres, de 22 a 23 h. En total se'n van fer 462 programes. Pàgina web amb tots els programes emesos. [Fora d'emissió]
- El Gran Segle, amb Joan Vives. S'emet els dissabtes de 22 a 23h. És el ja veterà espai de música antiga de Catalunya Música, que abasta des de les manifestacions més antigues de la música occidental com el Cant Gregorià fins a les obres escrites abans de la Simfonia n. 3 "Heroica de Beethoven. En antena des de 1995. Pàgina web amb els àudios de programes emesos.
- El millor dels temps, amb Anna Ponces i Francesc Hernández. S'emet els diumenges, de 18 a 19 h. Espai dedicat al musicals.
- El taller del lutier, amb Pere Andreu Jariod. S'emet els dissabtes, de 10 a 11 h. Tot allò relacionat amb el món dels instruments musicals. Pàgina web amb tots els àudios del programa.
- El violí vermell, amb Xavier Cazeneuve. S'emet els diumenges de 13 a 14 h. Una hora de música amb un denominador comú: el cinema. Pàgina web amb tots els àudios del programa.
- Els concerts, amb Olga Cardús, Xavier Chavarria i Ignasi Pinyol. S'emet de dilluns a diumenge d'11 a 13h i de 20 a 22h, i de dilluns a divendres de 15 a 17h. Una selecció dels millors concerts enregistrats pels equips de Catalunya Música i d'altres gravacions de concerts provinents de l'intercanvi amb la Unió Europea de Radiodifusió (UER-EBU), d'altres emissores i dels principals centres de producció musical nacionals i internacionals.
- Els gustos reunits, amb Victòria Palma. S'emet de dilluns a divendres de 22 a 23h. Un espai que presenta els grans èxits de la música clàssica en una selecció de fragments i obres breus. Tot un ventall d'estils i gèneres per satisfer els gustos musicals més diversos.
- Els homes clàssics, amb Albert Galceran i Pedro Pardo. S'emet els diumenges, de 22 a 23 h.
- Espais Oberts, amb Pilar Subirà. [Fora d'emissió]
- Guia d'orquestra, amb Víctor Solé i Raimon Colomer. S'emet els dijous de 23 a 0h (reemissió els diumenges de 9 a 10h). A partir d'una conversa il·lustrada amb exemples musicals, el programa fa un seguiment detallat de les obres del concert setmanal de l'Orquestra Simfònica de Barcelona i Nacional de Catalunya. Pàgina web amb els programes emesos fins ara.
- Històries de l'òpera, amb Roger Alier i Marcel Gorgori. [Fora d'emissió]
- I tu, què escoltes?, amb Àlex Robles i Víctor García de Gomar. S'emet els dissabtes, de 9 a 10 h. Els gustos musicals dels grans intèrprets.
- La setmana de..., amb Carmina Malagarriga. S'emet de dilluns a divendres de 13 a 14h. El gran cicle temàtic de Catalunya Música. Cada setmana proposa un tema monogràfic: des dels compositors i les seves obres, a la literatura musical dedicada a diferents agrupacions instrumentals o bé a diferents temes literaris, històrics... que troben un nexe d'unió amb la música. [Fora d'emissió]
- Les cordes de l'ukelele, amb Marta Lanau. S'emet els diumenges, de 16 a 17 h. Programa sobre músiques del món.
- Només hi faltes tu, amb Ester Pinart. S'emet de dilluns a divendres de 17 a 19h. Una selecció de les obres demanades pels oients de l'emissora. [Fora d'emissió] Pàgina web amb àudios del programa.
- Notes de clàssica, amb Albert Torrens. S'emet de dilluns a divendres de 19 a 20h. Un programa informatiu que recull les notícies més destacades de la música clàssica. [Fora d'emissió]
- Preludi, amb Joan Vives. S'emet cada dia de 7 a 9h. Ofereix una selecció d'obres breus i del gran repertori, a un tempo animat, combinades amb microespais de crítica i d'actualitat musical. A més, també repassa la premsa del dia i us recomana novetats discogràfiques.
- Quadres d'una exposició, amb Aleix Palau. S'emet els dissabtes de 16 a 17 h. Programa que relaciona les arts amb la música.
- Qui té por del segle XX?, amb Pilar Subirà. [Fora d'emissió]
- Solistes, amb Joan Vives. S'emet els diumenges de 19 a 20 h. El programa d'entrevistes en profunditat de Catalunya Música amb els grans protagonistes del panorama musical tant nacionals com internacionals. Entre el gener de 1993 i el juny de 2003, aquesta programa es va anomenar "A la manera de...". Pàgina web amb entrevistes emeses.
- So de cobla, amb Ignasi Pinyol. S'emet els dissabtes, de 13 a 14 h. Tota l'actualitat sardanista i de música de cobla.
- Sons de l'edat mitjana, amb Maria Montes. S'emet els dissabtes de 17 a 18 h. Pàgina web amb tots els programes emesos.
- Tonalitats, amb Eulàlia Benito. S'emet de dilluns a divendres de 9 a 11h. Músiques d'estils contrastats i de compositors de tots els temps. Les audicions són íntegres i inclouen tots els gèneres musicals, amb interpretacions de primer ordre.
- Tots els matins del món, amb Joan Vives i Ester Pinart. S'emet de dilluns a divendres, de 7 a 11 h.
- Una tarda a l'òpera, amb Jaume Radigales. S'emet els dissabtes de 18 a 22 h. L'audició íntegra d'una òpera i el magazín operístic amb tot allò que interessa saber i conèixer del panorama operístic nacional i internacional. Pàgina web amb diversos àudios del programa.
- Via Jazz, amb Pilar Subirà i Carles Lobo. S'emet els dissabtes i els diumenges de 0 a 1h de la matinada. Novetats discogràfiques i concerts dels principals centres de producció musical internacionals.

## Audiències
| Any  | 1a onada EGM | 2a onada EGM | 3a onada EGM | Mitjana anual |
| ---- | ------------ | ------------ | ------------ | ------------- |
| 2016 | 41.000       | 37.000       | 34.000       | 37.334        |
| 2017 |              | 49.000       |              |               |
| 2018 | 50.000       | 39.000       | 20.000       | 36.334        |
| 2019 | 32.000       | 22.000       | 26.000       | 26.667        |
| 2020 | 25.000       | Sense dades  | 34.000       | 29.500        |

## Revista de programació
Des de l'inici de les seves emissions fins al març de 2010, Catalunya Música editava i distribuïa mensualment la seva programació en un llibret.
Des d'abril de 2010, el detall de la programació es pot consultar virtualment en una revista que s'edita únicament online a través de la plataforma issuu.